# Горгонопсы
Горгоно́псы (лат. Gorgonopsia) — клада хищных терапсид в составе группы териодонтов, традиционно рассматриваемая в ранге подотряда. Доминирующие хищники позднепермской эпохи. Одни из самых примитивных терапсид.

## Строение
Вторичное нёбо отсутствует. Не исключается наличие так называемых «носовых турбиналей» — то есть, обонятельных раковин (улучшали чувство обоняния). Мозг крайне примитивен, самой развитой его частью был мозжечок — это обеспечивало хорошую координацию движений. Отличительной особенностью является «саблезубый» тип зубной системы, с практически полным исчезновением заклыковых зубов. Ноги длинные, стройные, задние конечности могли принимать выпрямленное положение, хотя передние оставались полусогнутыми. Впрочем, в последнее время анализ скелета мелких горгонопсов показал возможность передвижения и с выпрямлением передних ног. Вероятно, первые хищники, способные достаточно быстро бегать (на короткие дистанции). Экологически являются аналогом саблезубых кошек.

## Образ жизни
Следует заметить, что клыки многих горгонопсов не уплощённые, а округлые в сечении. Ряд авторов не исключает, что среди горгонопсов наблюдалось значительное экологическое разнообразие — часть видов могла быть полуводными хищниками, возможно, даже охотниками за водной добычей. У некоторых горгонопсов известны отпечатки каких-то кожных структур на крыше черепа, трактуемых как электрорецепторы. Среди современных примитивных млекопитающих электрорецепторы есть у утконоса. Таким образом, подобные горгонопсы могли охотиться в воде.

## Распространение
Размеры от 60—70 см до 4 и более метров (длина черепа от 10—12 до 60 см, возможно, более). Обнаружены в средне-позднепермских отложениях Южной и Восточной Африки (большинство находок), Восточной Европы (преимущественно север Европейской России). Неописанные остатки найдены также в Южной Америке, Нигере и Китае. Отпечатки следов обнаружены в Италии. Самые древние горгонопсии происходят из средней перми Приуралья — это фтинозухии, ранее включавшиеся в состав сборной группы «эотериодонтов», а сейчас сближаемые с рубиджеидами. С другой стороны, из Южной Африки горгонопсы известны уже из зоны Eodicynodon. Не исключено, что рубиджеиды возникли в Северном полушарии, а горгонопсиды — в Южном и позднее мигрировали на север.

## Классификация
Наиболее известные представители — собственно горгонопс, клеландина, элурогнат, лиценопс, рубиджея, диногоргон, арктопс, арктогнат, Cyonosaurus (Южная Африка), иностранцевия, православлевия, вяткогоргон, завроктон, зухогоргон (Россия). Количество родов в старых исследованиях достигало 30, современная ревизия группы (Е. Гебауэр, 2007) сократила их число до 10—15. Дело в том, что многие южноафриканские горгонопсы были описаны по остаткам молодых особей либо особей разного размера как особые роды.
В Восточной Европе горгонопсы исчезли незадолго до конца пермского периода — в терминальных пермских слоях (вязниковский комплекс) они не обнаружены. В Южной Африке они дожили до пермотриасовой границы, но из терминальных слоёв известны только рубиджеиды, отличавшиеся короткой высокой мордой и очень длинными саблевидными клыками — они охотились на дицинодонтов.
Классификация (по М. Ф. Ивахненко, 2008):
- Инфраотряд Gorgonopida
  - Надсемейство Rubigeoidea — Рубеджеоидеи
    - Семейство Phthinosuchidae — Фтинозухиды
    - Семейство Rubigeidae — Рубиджеиды
    - Семейство Inostranceviidae — Иностранцевииды

  - Надсемейство Gorgonopioidea
    - Семейство Galesuchidae — Галезухиды
    - Семейство Cyonosauridae
    - Семейство Gorgonopidae — Горгонопиды

Другие авторы приводят другие классификации группы.

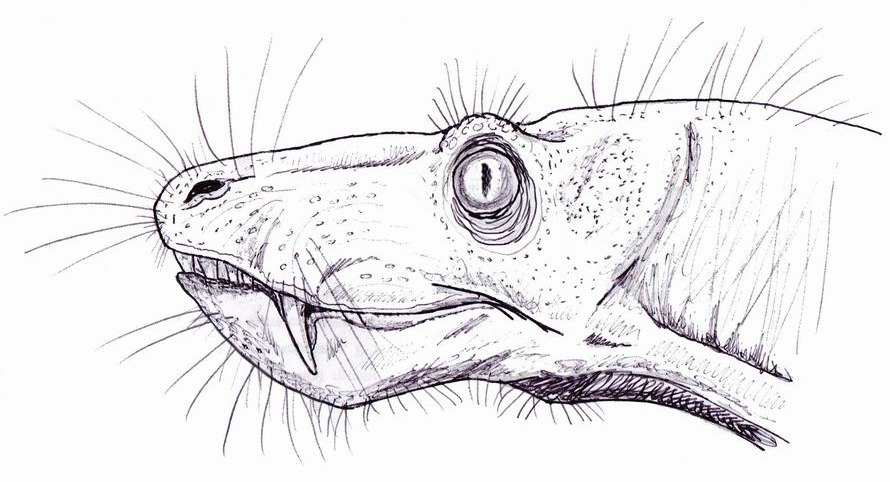
Элурозавр (Aelurosaurus) — мелкий горгонопс из поздней перми ЮАР
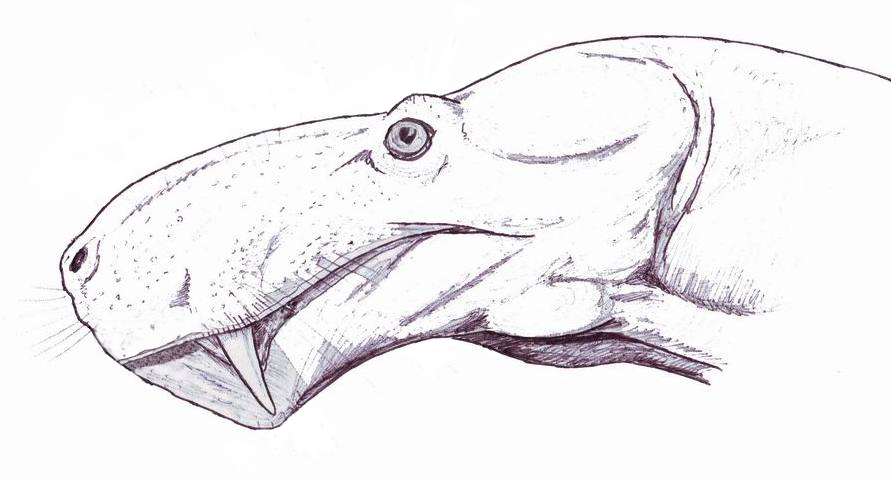
Голова горгонопса Gorgonops whaitsii